# 連光寺
連光寺（れんこうじ）は、東京都多摩市にある地名。地番整理施行地区（連光寺一丁目～六丁目）と未施行地区（連光寺）があるが、本項目では両方取り上げる。郵便番号は連光寺一丁目～六丁目、連光寺共に206-0021。

## 地理
地域内は地番整理施行地区（連光寺一丁目～六丁目）と地番整理未施行地区（連光寺）に分かれる。連光寺（地番整理未施行地区）は全域がゴルフ場（桜ヶ丘カントリークラブ、米軍多摩ゴルフ場）となっており、連光寺一・二・三・四・六丁目は主に住宅街、連光寺五丁目は、ほぼ全域が都立桜ヶ丘公園、多摩市立連光寺公園、多摩市立大谷戸公園などの公園施設となっている。また、一丁目に多摩市立連光寺小学校、桜ヶ丘記念病院がある。
東は一ノ宮・稲城市大丸、西は桜ヶ丘・馬引沢、南は聖ヶ丘・稲城市若葉台、北は関戸・多摩川を挟んで府中市南町と接している。

### 地価
住宅地の地価は、2014年（平成26年）1月1日の公示地価によれば、連光寺1丁目21番6の地点で17万2000円/m2となっている。

## 連光寺という地名

### 連か蓮か
かつて連光寺の「連」の字は、草かんむりをつけて「蓮」と書いた。鎌倉時代の吾妻鏡や江戸時代の新編武蔵風土記稿は、当地について「蓮光寺」と記している。旧村社の春日神社の灯篭にも「蓮光寺村」という文字が彫られている。
政府の公文書では、1882年の明治天皇地行幸に関する宮内省上申書が「蓮光寺村」の文字を用いており、この時点では蓮光寺と表記していたことが知れる。その3年後の1885年には侍従らの出張届け公文書に「連光寺村」とあり、草かんむりが取れている。この間、1883年1月に蓮光寺村周辺の明治天皇御遊猟場が「連光寺村御猟場」と命名されている。この命名を機に草かんむりが取れたかは分からない。1881年の明治天皇行幸に随行して当地を訪れた山岡鉄舟は、連光寺村御猟場命名後の1884年に当地を「蓮光寺村」と書いている。
大正時代になっても「蓮光寺」と表記されることがあり、近隣の府中町青年会が編纂した『武蔵国府名蹟誌』や、府中町で出版された『武蔵野みやげ 名勝案内』では「蓮光寺」と表記されていた。2020年現在においても馬引沢二丁目（もと連光寺）にセブンイレブン多摩蓮光寺店が所在する。
一説には江戸時代以前には「連光寺」で、江戸時代には「蓮光寺」を用いるようになったが、近代は元に還って「連光寺」が正しいとして公式に用いているという。しかし江戸時代以前の吾妻鏡には「蓮光寺」とある。

### 地名の由来
かつて江戸幕府が編纂した新編武蔵風土記稿は、蓮光寺という寺院について次のような説を述べていた。蓮光寺という寺院があった場所は分からないが、村内に下屋舗という小名があり、その辺りに寺坂と称する坂があって、恐らくはその辺りが寺の旧跡なのだろうといわれる。下屋舗という小名は村の東の山丘の処にある。丘の上は平らで、古い墳墓が大小様々50～60基も散在している。戦死者の墳墓だという説もあるが、ここが蓮光寺の跡だという説もある。寺の廃絶時期については、吾妻鏡に蓮光寺が地名として現れているようであるから、鎌倉時代には既に廃寺となっていたと考えられる。以上が新編武蔵風土記稿の説である。
昭和戦前期に連光寺の聖蹟化に関わった人物は、1930年の著書で、連光寺は寺院の名のようであって寺院はなく、連光寺の地名の由緒は不明である、と述べている。
多摩市役所が2015年に広報誌に掲載し公式ウェブサイトにも転載している記事は、連光寺という寺院について、上記の新編武蔵風土記稿の説を一部引用しつつ、「確かなことは不明」とぼかしている。また、寺坂や仏道（ほとけみち）などの地名が高西寺（連光寺一丁目）の近くにあったと述べているが、それが蓮光寺という寺院に関連する地名なのかを明言していない。

## 歴史
多摩ニュータウン開発に伴う区画整理事業などが行われ、一部が聖ヶ丘、諏訪、馬引沢などに分離した。

### 沿革
- 1868年（明治元年） 武蔵県知事の管轄となる。
  - 8月17日（旧暦6月29日） 韮山県の管轄となり、韮山県多摩郡蓮光寺村村となる。
- 1871年（明治4年）旧暦11月 神奈川県の管轄となり、神奈川県多摩郡蓮光寺村となる。
- 1873年（明治6年）5月1日 区番組制により、第八大区九番組となる。
- 1874年（明治7年）4月15日 大区小区制により、第八大区八小区となる。
- 1878年（明治11年）
  - 7月22日 郡区町村制施行。神奈川県多摩郡蓮光寺村となる。
  - 11月18日 多摩郡が、東多摩郡、西多摩郡、南多摩郡、北多摩郡に分離し、神奈川県南多摩郡蓮光寺村となる。
- 1894年（明治17年）6月30日 連合戸長役場制により、連光寺を含む現在の多摩市（落川を除く）の連合戸長役場を関戸村に設置。
- 1889年（明治22年）4月1日 一ノ宮村、落合村、貝取村、乞田村、関戸村、東寺方村、和田村、及び落川村飛地、百草村飛地と合併し、南多摩郡多摩村大字連光寺となる。
- 1893年（明治26年）4月1日 神奈川県のうち、東多摩郡、西多摩郡、南多摩郡、北多摩郡を東京府に編入。東京府南多摩郡多摩村大字連光寺となる。
- 1943年（昭和18年）7月1日 東京都制により、東京都南多摩郡多摩村大字連光寺となる。
- 1955年（昭和30年）連光寺北部多摩川内の小字、下川原、中島が府中市に編入。
- 1964年（昭和39年）4月1日 町制施行により、多摩町大字連光寺となる。
- 1971年（昭和46年）4月1日 市制施行により、多摩市連光寺となる。

## 小字
ここでは、かつての連光寺の小字と現地名との対照を示す。
- 本村（ほんむら）
連光寺一丁目～三丁目、聖ヶ丘一丁目
- 大谷戸（おおのやと）
連光寺二・三・五丁目、聖ヶ丘一・二丁目
- 打越（うちこし）
連光寺二・五丁目、聖ヶ丘一丁目
- 南田（みなみだ）
聖ヶ丘一丁目、連光寺二丁目
- 諏訪坂（すわのさか）
聖ヶ丘一・二丁目、馬引沢一・二丁目
- 諏訪越（すわのこし）
諏訪一丁目、馬引沢一丁目
- 馬引沢（まひきざわ）
諏訪一・三・四丁目、馬引沢一・二丁目、聖ヶ丘二～四丁目
- 沖谷戸（おきのやと）
諏訪三・五・六丁目
- 乗越（のりごえ）
諏訪四・六丁目、聖ヶ丘三～五丁目
- 中尾根（なかおね）
聖ヶ丘一～三丁目、連光寺五丁目
- 天井返（てんじょうがえし）
聖ヶ丘三丁目～五丁目、連光寺五丁目
- 山ノ越（やまのこし）
連光寺三～五丁目
- 向の岡（むかいのおか）
連光寺一・三・四丁目
- 中島（なかじま）
関戸三丁目
- 下川原（しもがわら）
府中市南町四丁目付近、多摩川東端。
- 二子沢（ふたござわ）
ゴルフ場。稲城市との市境付近。
- 大水上（おおみずあがり）
桜ヶ丘カントリークラブ。
- 瓦ヶ谷（かわらがや）
連光寺三・四丁目、米軍多摩ゴルフ場。
- 船ヶ台（ふながだい）
米軍多摩ゴルフ場、連光寺五・六丁目、聖ヶ丘三・四丁目

## 世帯数と人口
2018年（平成30年）1月1日現在の世帯数と人口は以下の通りである。
| 丁目         | 世帯数    | 人口    |
| ------------ | --------- | ------- |
| 連光寺一丁目 | 1,618世帯 | 3,786人 |
| 連光寺二丁目 | 1,009世帯 | 2,483人 |
| 連光寺三丁目 | 795世帯   | 1,730人 |
| 連光寺四丁目 | 267世帯   | 565人   |
| 連光寺五丁目 | 144世帯   | 273人   |
| 連光寺六丁目 | 366世帯   | 765人   |
| 計           | 4,199世帯 | 9,602人 |

## 小・中学校の学区
市立小・中学校に通う場合、学区は以下の通りとなる。
| 丁目         | 番地                     | 小学校                 | 中学校               | 備考                                                                               |
| ------------ | ------------------------ | ---------------------- | -------------------- | ---------------------------------------------------------------------------------- |
| 連光寺一丁目 | 2番地の1                 | 多摩市立多摩第一小学校 | 多摩市立多摩中学校   | 特例地区により以下の学校と選択可能。 ・多摩市立連光寺小学校 ・多摩市立聖ヶ丘中学校 |
| 連光寺一丁目 | 2番地（の1を除く） 4番地 | 多摩市立多摩第一小学校 | 多摩市立多摩中学校   |                                                                                    |
| 連光寺一丁目 | その他                   | 多摩市立連光寺小学校   | 多摩市立聖ヶ丘中学校 |                                                                                    |
| 連光寺二丁目 | 全域                     | 多摩市立連光寺小学校   | 多摩市立聖ヶ丘中学校 |                                                                                    |
| 連光寺三丁目 | 全域                     | 多摩市立連光寺小学校   | 多摩市立聖ヶ丘中学校 |                                                                                    |
| 連光寺四丁目 | 全域                     | 多摩市立連光寺小学校   | 多摩市立聖ヶ丘中学校 |                                                                                    |
| 連光寺五丁目 | 1～7番地 17～18番地      | 多摩市立連光寺小学校   | 多摩市立聖ヶ丘中学校 |                                                                                    |
| 連光寺五丁目 | その他                   | 多摩市立聖ヶ丘小学校   | 多摩市立聖ヶ丘中学校 |                                                                                    |
| 連光寺六丁目 | 全域                     | 多摩市立聖ヶ丘小学校   | 多摩市立聖ヶ丘中学校 |                                                                                    |

## 施設
- 多摩市立連光寺小学校
- 農業者大学校多摩校舎
- 多摩森林科学園連光寺実験林
- 都立桜ヶ丘公園
- 多摩市立連光寺公園
- 多摩市立大谷戸公園
- 桜ヶ丘記念病院
- 多摩中央病院
- 桜ヶ丘カントリークラブ
- 多摩サービス補助施設（米軍多摩ゴルフ場）
- 永山中継局（多摩ガバナーステーション内）